# Union interafricaine des droits de l'homme
Pour les articles homonymes, voir UIDH.
L'Union interafricaine des droits de l'homme (UIDH) est une organisation panafricaine non gouvernementale regroupant une quarantaine d’associations nationales œuvrant dans la promotion et la défense des droits de l'homme.
Elle a été créée en 1992 à Ouagadougou où est implanté son siège.
L’avocat malien Bréhima Koné, président de l'Association malienne des droits de l'homme, a été élu à la présidence de l’UIDH à l’issue du 4e congrès qui s’est tenu à Ouagadougou les 17 et 18 mars 2007.